# Magnus Andersson i Stigen
Magnus Andersson i riksdagen kallad Andersson i Stigen, född 17 juni 1833 i Ödeborgs församling, Älvsborgs län, död 19 januari 1906 i Färgelanda församling, var en svensk godsägare och riksdagsman.
Andersson var ägare till godset Stigen i Färgelanda församling. Han var riksdagsman i andra kammaren.
Han var gift med företagaren Maria Andersson och tillsammans fick de tio barn.

### Fotnoter
1. 1 2 3 4 5 6 7 8 9 10 11  Tvåkammar-riksdagen 1867–1970, vol. 4, 1985, s. 203, Svenskt porträttarkiv: sj9PGLAlnmUAAAAAABgZlQ, läst: 12 januari 2022.[källa från Wikidata]
2. 1 2 3 4  Ödeborgs kyrkoarkiv, Födelse- och dopböcker, SE/GLA/13666/C/4 (1793-1834), bildid: C0045236_00118, sida 219, födelse- och dopbok, s. 219, Nationell Arkivdatabas Referenskod: SE/GLA/13666/C/4, läs onlineläs online, ”Kuserud, 17/18 Andreas Svensson / Greta Andersdotter... magnus”.[källa från Wikidata]
3. 1 2 3 4 5  Folkräkningar (Sveriges befolkning) 1880, Riksarkivet, läs onlineläs online, läst: 12 januari 2022.[källa från Wikidata]
4. ↑  Svenskt kvinnobiografiskt lexikon-id: MariaAndersson, läst: 12 januari 2022.[källa från Wikidata]
5. 1 2  Ödeborgs kyrkoarkiv, Husförhörslängder, SE/GLA/13666/A I/10 (1830-1835), bildid: C0045222_00090, sida 79, husförhörslängd, s. 79, Nationell Arkivdatabas Referenskod: I/10 SE/GLA/13666/A I/10, läs onlineläs online, läst: 29 oktober 2024, ”Kuseryd”.[källa från Wikidata]
6. 1 2   Sveriges dödbok 1901–2009 Swedish death index 1901–2009 (Version 5.0). Solna: Sveriges Släktforskarförbund. 2010. Libris 11931231